# Ormosia mitchellensis
Ormosia mitchellensis là một loài ruồi trong họ Limoniidae. Chúng phân bố ở miền Tân bắc.